# ادی کانتور
 ادی کانتور (انگلیسی: Eddie Cantor؛ ۳۱ ژانویهٔ ۱۸۹۲ – ۱۰ اکتبر ۱۹۶۴) بازیگر و خواننده اهل ایالات متحده آمریکا بود.
از فیلم‌ها یا مجموعه‌های تلویزیونی که وی در آن‌ها نقش داشته‌است می‌توان به محموله ویژه و بزن‌بکوب! اشاره نمود.